# 신증후군 출혈열
신증후군 출혈열(영어: Hantavirus hemorrhagic fever with renal syndrome, HFRS) 또는 출혈열콩팥증후군은 한타바이러스속 한탄바이러스에 의해 발생하는 바이러스성 출혈열이다. 고열과 출혈에 이어 신장이 파괴되는 병으로, 한국전쟁 당시 널리 알려져 한국형출혈열(Korean Hemorrhagic Fever) 또는 한국형 유행성출혈열, 극동형 유행성 출혈열이라고도 불린다.
신증후군 출혈열은 매년 50만 명의 환자가 전세계적으로 발생하고 사망률은 7%에 이르며, 대한민국에서는 현재 제3급 법정 감염병으로 지정되어 있다.

## 발견 및 명명
유행성 출혈열은 19세기 초 러시아의 아무르 지역에서 발생하기 시작했다고도 한다. 문헌상으로는 1939년 일본인들이 아무르강(흑룡강) 유역의 송고 지방에 주둔한 일본 관동군에서 발생한 것을 기록한 것이 최초로 여겨지고 있다. 당시 러시아군과 일본군에서는 만여 명의 환자가 발생하였고, 관동군 731부대에서는 한국인들과 중국인들을 대상으로 생체실험을 하였다고도 한다. 러시아에서는 신우성 신장염, 일본에서는 '유행성 출혈열'로 불렀으며, 코린열, 코카열, 송고열로도 불렸다.
이 병은 1951년 한국전쟁 중에도 크게 유행하였다. 중부전선에 주둔해 있던 유엔군 장병 3천여 명이 감염되었고, 그중 다수가 사망하였다. 이는 일찍이 한 번도 보지 못했던 질병으로 여겨졌고, 감염된 중국군으로부터 진드기를 매개로 발생한 것으로 추정되기도 하였다.
전쟁 후에는 한동안 잠잠하다가 1950년대 후반부터 다시 발생하였고, 1960년대로 들어서면서 줄어드는 추세를 보인 것으로 보도되었다. 사망률은 가장 높을 때가 20 ~ 30%였던 것이 8 ~ 10%로 줄어들었다. 하지만, 발생 지역은 점차 번져 1970년대에는 전국으로 확산되었고, 연간 수백 명의 환자가 발생하였다. 1973년 9월까지 유엔군은 2,780여 명, 한국군은 약 2,690여 명, 민간인은 580여 명의 환자가 발생하였다. 1980년에는 도시에서도 집쥐에 의해 전염이 가능하다는 것이 확인되었다.
신증후군 출혈열의 병원체를 발견한 것은 1976년 한국의 이호왕 박사가 이끄는 고려대학교 바이러스병연구소 연구진에 의해서였다. 이 연구를 바탕으로 1990년에 최초로 백신을 개발하게 되었다.
세계보건기구는 이 질병의 이름을 공식적으로 '신증후군 출혈열(hemorrhagic fever with renal syndrome)' 이라 명명하였다. 따라서 공식적인 명칭은 '신증후군 출혈열'이지만, '유행성 출혈열'이라는 명칭도 자주 혼용된다.

## 병원체 및 감염 경로
병원체는 0.2μm 크기의 바이러스로, 들과 야산에 서식하는 등줄쥐에서 주로 발견된다. 바이러스는 쥐의 타액과 대변이 건조된 후 호흡기를 통하여 감염되는 것으로 밝혀졌다.

## 임상 증상
보통 9~35일 정도의 잠복기를 거쳐 발병한다.
초기에는 급작스러운 발열, 몸통의 발적, 출혈반, 결막 충혈, 극심한 두통과 복통, 요통을 수반하고 이후에 혈압이 떨어지며 혈뇨, 토혈 등의 출혈증세가 나타난다.
핍뇨기에 들어서면 소변이 나오지 않으며 멍, 소화관 출혈이 뚜렷해진다.
핍뇨기 이후에는 신장기능이 회복되며 갑작스럽게 소변의 양이 증가하는 이뇨기에 들어선다. 이때 탈수 증세로 사망할 수도 있다.

## 예방
주로 들쥐의 배설물을 통해 감염되므로 야외활동 시에 최대한 피부 노출을 줄이는 등 개인적인 주의가 필요하다. 지역적으로는 쥐의 방제가 요구된다.

## 같이 보기
- 한타바이러스